# NGC 3066
NGC 3066 је спирална галаксија у сазвежђу Велики медвед која се налази на NGC листи објеката дубоког неба.
Деклинација објекта је + 72° 7' 32" а ректасцензија 10h 2m 10,0s. Привидна величина (магнитуда) објекта NGC 3066 износи 12,7 а фотографска магнитуда 13,5. Налази се на удаљености од 32,4000 милиона парсека од Сунца. NGC 3066 је још познат и под ознакама UGC 5379, MCG 12-10-15, MK 133, IRAS 09578+7222, KUG 0957+723, Z 0957.9+7222, CGCG 333-11, PGC 29059.